# Antikens kolonier
Antikens kolonier var koloniserade stadsstater som under antiken grundades på främmande territorium av en moderstad (det vill säga från klassisk grekiska μητρόπολις, mētrópolis) snarare än av en stat i modern mening. Dessa koloniers gränser förblev slutna gentemot angränsande områden och fortsatte att ha starka band till de stadsstater som en gång grundat dem.

## Feniciska kolonier
Fenicierna dominerade handeln i Medelhavet i början av det första årtusendet f.Kr. De hade handelsförbindelser med Egypten och Grekland och etablerade kolonier så långt västerut som i Gadir (Cádiz) och senare i Barcino (Barcelona) i Spanien. Från dessa handelsplatser kontrollerade de handeln på Atlanten så långt bort som till Brittiska öarna. Den mest kända och framgångsrika feniciska kolonin var utan tvekan Karthago, som grundades med Tyros som bas.

## Grekiska kolonier
I antikens Grekland grundades vanligen kolonier som en konsekvens av överbefolkning och för att befrämja handeln med andra länder, men kolonier kunde även etableras av människor som besegrats av främmande erövrare som de ville undkomma eller av människor som flydde undan sociala oroligheter och inbördeskrig. 
De grekiska kolonierna var antingen emporia, handelskolonier, eller apoikiai, autonoma stadsstater. De grekiska stadsstaterna började grunda kolonier omkring 800 f.Kr. med al-Mina i norra Syrien och Ischia vid Neapelbukten som några av de tidigaste. Två vågor av grekiska kolonister sköljde över Medelhavet i övergången mellan de "mörka århundradena" och den arkaiska tiden följt av en andra koloniseringsvåg under 500-talet f.Kr. Populationstillväxt och brist på land i Grekland tycks ha varit den utlösande faktorn i båda fallen.
Grundandet av en ny koloni följde i allmänhet ett återkommande mönster: Ett orakel (allra helst det i Delfi) konsulterades innan man valde en lämplig ort. Emigranterna valdes ut bland stadens medborgare, till exempel en särskild medborgarklass eller genom att sönerna i varje familj fick dra lott, men även främlingar som så önskade kunde få delta i företaget. Bland stadens ledande skikt valdes sedan en ledare som vidtog nödvändiga förberedelser. De som var med om att grunda en koloni kunde räkna med att betraktas som hjältar av efterkommande generationer. Lite av den heliga elden togs från den offentliga härden i moderstadens prytaneion för att tända en motsvarande härd i den nya staden. Kolonisterna vördade vanligen samma skyddsgudar som moderstaden och kunde skicka votivgåvor till moderstadens religiösa festligheter under flera sekel.
Relationen mellan kolonin och moderstaden betraktades av båda parterna som ytterst viktig: eventuella konflikter försökte man till varje pris lösa med fredliga medel - krig ansågs bara acceptabelt vid mycket extrema situationer. Vid grundandet av kolonin reglerades dess politiska och kommersiella affärer genom ett avtal som också försåg staden med allmänna förordningar. 

Moderstadens författning anammades vanligen av kolonin även om kolonin i praktiken blev en autonom enhet. I de fall då en koloni avsåg upprätta en koloni på egen hand konsulterades först moderstaden som också förväntades tillhandahålla en ledare till den nya bosättningen. Medborgare i Aten som upprättade produktionscentra i till exempel Egypten utgjorde en speciell kategori bosättare, så kallade cleruch, som fick behålla sina medborgerliga rättigheter i Aten emedan de tvingades begränsa sin närvaro i den främmande staten. Kolonierna slog egna mynt.

## Romerska kolonier
Huvudartikel: Romerska provinser
I antikens Italien var det en gammal sed att etablera kolonier som ett sätt att säkerställa erövrade områden. I erövrade städer brukade den romerska republiken, som saknade en stående armé, låta sina medborgare upprätta en sorts garnison som bestod av omkring tre hundra romerska medborgarna, medlemmar av latinska förbundet och ett antal bosättare. Kolonier med romerska medborgare, coloniae civium Romanorum, upprättades som försvarsposter längs med Italien två kuster och kallades därför coloniae maritimae. På motsvarande sätt fick coloniae Latinae, som var betydligt fler, tjäna samma syfte på fastlandet.
Kolonisterna leddes av en kommission som ansvarade för bosättningens grundande. Kommissionen hade vanligen tre medlemmar som valdes av folket. Dessa personer fortsatte efter kolonin upprättande att vara kolonins "beskyddare" (patronii). Kolonisterna tågade triumfartat in i den besegrade staden under sina baner och firade högtidligt kolonins grundande. En romersk koloni var skattebefriad, hade en egen senat och sin egen författning, vanligen en kopia av den romerska. Invånarna i en coloniae civium Romanorum fick behålla sitt romerska medborgaskap men var befriade från militärtjänstgöring eftersom deras utsatta läge i rikets utkant betraktades som likvärdigt. Invånarna i en coloniae Latinae räknades till socii (det vill säga som allierade) vilket gjorde att de omfattades av ius Latinum vilket gav dem egendomsrätt (commercium samt rätten att bosätta sig i Rom och under vissa omständigheter till och med bli romerska medborgare, en möjlighet som kringskars med tiden.
De romerska kolonierna förlorade sin militära karaktär under Gracchernas tid då de istället erbjöd framför allt de minst bemedlade romarna en alternativ utkomst. Genom Sullas försorg blev kolonierna ett sätt för staten att garantera arméns veteraner land. Julius Caesar fråntog de romerska medborgarna rätten att grunda kolonier och gjorde det till en exklusiv kejserlig rättighet - kolonier blev i och med det åter ett sätt att stärka erövrade territorier militärt. Efter det erbjöds befrielse från skatt bara undantagsvis utanför Italien.